# Ivan Engler (Mediziner)

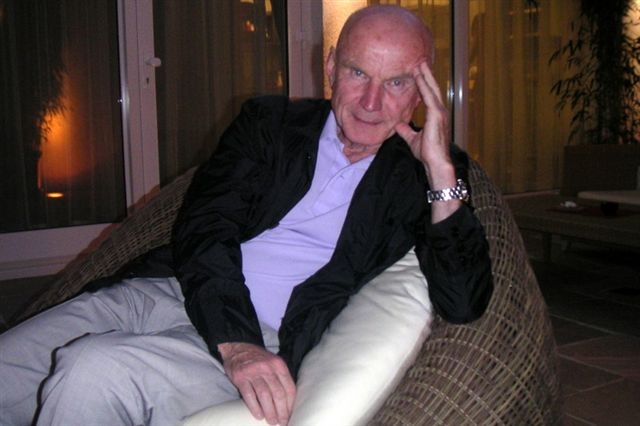
Ivan Engler (2009)

Ivan „Ivo“ Engler (* 13. Juni 1931 in Trenčín, Tschechoslowakei; † 30. Januar 2017) war ein slowakisch-österreichischer Chirurg und Schriftsteller.

## Leben
Sein Vater Paul Engler war Bezirksarzt, seine Mutter Anna geb. Kontšek eine Künstlerin. 1949 maturierte er in Prešov und promovierte 1955 zum MUDr. an der MF Universität P. J. Šafárik, Košice, Slowakei. Dann arbeitete er als Mikrobiologe in der Forschung der genitalen Tuberkulose. Ab 1957 Ausbildung zum Facharzt in Bratislava, Brünn und Wien, während er in der Klinik für Kinderchirurgie und Neurochirurgie der MF Univ. Komenský in Bratislava tätig war. 1963 wurde er dort zum jüngsten Ordinarius für Traumatologie in der damaligen ČSSR ernannt. 1965 flüchtete er wegen der Persekution, ohne einen Pass zu besitzen. In Österreich wurde er als politischer Flüchtling anerkannt. Schon 1968 bekam er die österreichische Staatsbürgerschaft und promovierte an der MF Univ. Wien zum Dr. med. univ.
1965–1969 war er im Lorenz Böhler Unfallkrankenhaus Wien tätig. 1969 leitete er die Unfallklinik Dr. Gut in St. Moritz, Schweiz. Als Hauptmann des österreichischen Bundesheeres leitete er 1970 die chirurgische Abteilung des UNO Feldspitals in Nikosia, Zypern. 1973–1977 war er Oberarzt im Rehabilitations-Zentrum der AUVA in Bad Häring. Bei einem Autounfall 1977 erlitt er eine Halswirbelsäulen-Verletzung und konnte als Chirurg nicht mehr arbeiten. Nach der Ausbildung in diversen Naturheilverfahren in Deutschland, China, Taiwan und Indien, führte er von 1978 bis 1995 in Salzburg eine Privatpraxis, wo er auch mit verschiedenen Methoden der Sauerstoff-Anwendung arbeitete. 1981 wurde er zum Leiter der Ärzteforschung für Naturheilverfahrung e. V. in Salzburg gewählt.
Nach der Demokratisierung in der Slowakei wurde er 1990 zum Universitätslektor am Institut für Biologie und Parasitologie, MF Komenský Univ. Bratislava ernannt und erhielt gleichzeitig den Status eines Auslands-Slowaken. Auf der MF der Univ. P.J.Šafarik in Košice, erreichte er 2005 den Philosophiae Doctor-PhD. 2006 wurde er am dortigen Institut für Physiologie, zum Associate Professor berufen.
Seit der Jugend war Ivan Engler unter dem Namen Ivo Engler literarisch tätig. Die Reisereportagen und die Erzählungen von ihm wurden in mehreren Zeitungen zum Beispiel Kulturný Život, Smena, Tiroler Tageszeitung, Salzburger Nachrichten usw. veröffentlicht. Seine Spiele wurden im slowakischen Rundfunk und im slowakischen Fernsehen ausgestrahlt.
Engler ist geschieden und Vater von zwei Kindern.

## „Ionisierter Sauerstoff Therapie“
Engler gründete 1980 eine Behandlungsmethode mit Sauerstoff, die er Ionisierter Sauerstoff Therapie, auch ionisierte Sauerstoff-Therapie (sic!) oder IO2Th/Engler nannte. Dabei sollen definierte Mischungen von medizinischem Sauerstoff mit wahlweise negativen oder positiven Sauerstoffionen von einem speziell konzipierten Gerät produziert und dem Körper zugeführt werden, was eine Vielzahl von therapeutischen Effekten bewirken soll. Belastbare wissenschaftliche Daten zur Wirkung liegen nicht vor, die Kosten werden von den Kassen nicht übernommen.

## Auszeichnungen
- 1960: Das Rundfunkspiel „Wer ist schuldig?“ wurde in Bratislava als Bestes des Jahres ausgezeichnet.
- 1970: UNO-Medaille für Frieden
- 1988: Kollektiver Nobelpreis für Frieden für die UNO-Einheiten
- 1990: Ehrenmitglied der Slowakischen biologischen Gesellschaft-Slowakische Akademie der Wissenschaft, Bratislava
- 1997: Ehrenmitglied des Slowakischen Schriftsteller-Verbandes, Bratislava
- 2014: Ausgezeichnet mit dem Ehrenbecher des Landes Salzburg
- 2015: Beňovský-Globus der Stadt Vrbové, Slowakei[4]
- 2016: Gedenktafel auf die weltweit erste Plasma Ionisation des medizinischen Sauerstoffs im Jahr 1981, in Salzburg
- Ehrentafel in seiner Geburtsstadt Trenčín
- Ehrenbürger der Stadt Hnúšta
- Honor member of The European Network of Places of Peace

## Publikationen

### Medizinische Publikationen
- Handbook of Ionized Oxygen Therapy, Ärzteforschung für Naturheilverfahren. 3. Auflage. Salzburg 2008, ISBN 978-3-200-01286-8, S. 199.
- Handbuch Ionisierter Sauerstoff Therapie. Spurbuchverlag, Baunach 2004, ISBN 3-88778-202-X, S. 264.
- Ionisierter Sauerstoff-IO2Th/Engler, Grundlagen-Radikale-Regulation-Praxis. Spurbuchverlag, Baunach 2001, ISBN 3-88778-242-9, S. 313.
- Terapia ionizovaným kyslíkom a energetizovanou vodou-TIO2/Engler. Slovenská biologická spoločnosť - SAV, Bratislava 2001, ISBN 80-96831432, S. 57.
- als Hrsg.: Wasser Polaritätsphänomen-Informationsträger-Lebens-Heilmittel. Spurbuchverlag, Baunach 1999, ISBN 3-88778-227-5, S. 283.
- Strategie für besseres, längeres Leben. Spurbuchverlag, Baunach 1999, ISBN 3-88778-228-3, S. 168.
- Wasser-Sauerstoff Energetisierung. Spurbuchverlag, Baunach 1999, ISBN 3-88778-235-6, S. 400.
- L. Jahoda: Development of application programm for medical device VNS Diagnosis 3000. Graduation Thesis. Technical University of Košice the Faculty of Mechanical Engineering, Košice 2008.

### Romane
Unter dem Namen Ivo Engler sind die Romane erschienen:
- Doktor, ten Slovák. Odkaz, Bratislava 1995, ISBN 80-85193-29-9.
- Zlatá klietka. Arkus, Senica 1996, ISBN 80-88822-07-6.
- Tara, Odkaz. Bratislava 1997, ISBN 80-85193-71-X.
- Nemocnica pri moste lásky. Vydavatelstvo Spolku slov. spisovateľov, Bratislava 1999, ISBN 80-8061-053-3.
- Rozhovory so psom. Modul, Bratislava 2001, ISBN 80-968597-7-3.
- Sladká smrť fotografa. Vydavateľstvo Spolku slov. spisovateľov, Bratislava 2009, ISBN 978-80-8061-395-2.
- Süßer Tod in Salzburg. Erzählung eines Modelfotografen über die Frauen und Tochter. 2016 (Kindle-E-Book).